# República de Nóvgorod
La República de Nóvgorod (en ruso: Новгоро́дская республика, romanizado: Novgoródskaya respúblika) fue un extenso estado medieval que ocupaba territorios de la actual Rusia, desde el mar Báltico hasta los montes Urales, entre los siglos XII y XV. Su capital era la ciudad epónima de Nóvgorod.
En 1136, los novgorodianos despidieron a su príncipe Vsévolod Mstislávich. Ese año se considera el comienzo tradicional de la República de Nóvgorod. La ciudad pudo invitar y despedir a varios príncipes durante los dos siglos siguientes, pero el cargo principesco nunca fue abolido y los príncipes poderosos, como Alejandro Nevski, pudieron hacer valer su voluntad en la ciudad independientemente de lo que dijeran los novgorodianos. La ciudad-estado controlaba la mayor parte del noreste de Europa, desde las tierras al este de la actual Estonia hasta los montes Urales, convirtiéndolo en uno de los estados más grandes de la Europa medieval, aunque gran parte del territorio al norte y al este de los lagos Ládoga y Onega estaba escasamente poblado y estuvo nunca organizado políticamente.[cita requerida]
Una de las figuras locales más importantes de Nóvgorod era el posádnik, o alcalde, un funcionario elegido por la asamblea pública (llamada veche) entre los boyardos o aristocracia de la ciudad. El týsiatski, o "hombre de los mil", originalmente jefe de la milicia de la ciudad pero más tarde funcionario comercial y judicial, también era elegido por el veche. Otro funcionario local importante era el arzobispo de Nóvgorod, que compartía el poder con los boyardos. Los arzobispos eran elegidos por el veche o por sorteo, y después de su elección, eran enviados al metropolitano para su consagración.
Si bien se puede elaborar un esquema básico de los distintos funcionarios y el veche, la constitución política exacta de la ciudad-estado sigue siendo desconocida. Los boyardos y el arzobispo gobernaron la ciudad juntos, aunque no se sabe dónde terminaba el poder de un funcionario y comenzaba el de otro. El príncipe, aunque su poder se redujo a partir de mediados del siglo XII, estaba representado por su naméstnik, o lugarteniente, y todavía desempeñaba papeles importantes como comandante militar, legislador y jurista. La composición exacta del veche también es incierta: algunos historiadores, como Vasili Kliuchevski, afirman que era de naturaleza democrática, mientras que estudiosos posteriores, como los marxistas Valentín Yanin y Aleksandr Joróshev, la ven como una «democracia falsa» controlada por la elite gobernante.[cita requerida]
En el siglo XIII, Nóvgorod, aunque no era miembro de la Liga Hanseática, era el kontor o entrepôt más oriental de la liga, siendo fuente de enormes cantidades de productos de lujo (marta cibelina, armiño, zorro, marmota) y pieles no lujosas. (piel de ardilla).
A lo largo de la Edad Media, la ciudad prosperó culturalmente. En las excavaciones se ha desenterrado un gran número de cartas de corteza de abedul, lo que quizás sugiera una alfabetización generalizada. Fue en Nóvgorod donde se desenterró el Códice de Nóvgorod, el libro eslavo más antiguo escrito al norte de Bulgaria y la inscripción más antigua en lengua finlandesa (carta de corteza de abedul n.° 292). Algunas de las crónicas rusas más antiguas (Primera Crónica de Novgorod) fueron escritas en el scriptorium de los arzobispos, quienes también promovieron la iconografía y patrocinaron la construcción de iglesias. El comerciante de Nóvgorod Sadkó se convirtió en un héroe popular del folclore ruso.
Nóvgorod nunca fue conquistada por los mongoles durante la invasión mongola de la Rus de Kiev. El ejército mongol retrocedió a unos 200 km de la ciudad, no por la fuerza de la ciudad, sino probablemente porque los comandantes mongoles no querían empantanarse en las marismas que rodeaban la ciudad. Sin embargo, los grandes príncipes de Moscú, que actuaban como recaudadores de impuestos para los kanes de la Horda de Oro, recaudaban tributos en Nóvgorod, sobre todo Yuri Danílovich y su hermano, Iván Kalitá.[cita requerida]
En 1259, los recaudadores de impuestos y censistas mongoles llegaron a la ciudad, lo que provocó disturbios políticos y obligó a Alejandro Nevski a castigar a varios funcionarios de la ciudad (les cortó la nariz) por desafiarlo como Gran Príncipe de Vladímir (que pronto sería el recaudador de impuestos del Kan de la Horda de Oro) y sus señores mongoles. En el siglo XIV, las incursiones de los piratas de Nóvgorod, o ushkúiniki, sembraron el miedo hasta Kazán y Astracán, ayudando a Nóvgorod en las guerras con el Principado de Moscú.[cita requerida]
Durante la era de la Rus de Kiev, Nóvgorod era un importante centro comercial en el extremo norte tanto de la ruta comercial del Volga como de la «ruta comercial de los varegos a los griegos» a lo largo del sistema fluvial del Dniéper. A lo largo de estas rutas se transportaba una amplia gama de mercancías que se intercambiaban con los comerciantes locales de Novgorod y otros comerciantes. Los agricultores de Gotland conservaron la casa comercial de San Olof hasta bien entrado el siglo XII. Posteriormente, los comerciantes alemanes también establecieron casas comerciales en Nóvgorod. La realeza escandinava se casaría con príncipes y princesas rusos.[cita requerida]
Después del gran cisma, Nóvgorod luchó desde principios del siglo XIII contra los cruzados suecos, daneses y alemanes. Durante las Guerras sueco-novgorodenses, los suecos invadieron tierras donde antes parte de la población había pagado tributo a Novgorod. Los alemanes intentaban conquistar la región del Báltico desde finales del siglo XII. Novgorod entró en guerra 26 veces con Suecia y 11 veces con los Hermanos Livonios de la Espada. Los caballeros alemanes, junto con los señores feudales daneses y suecos, lanzaron una serie de ataques descoordinados en 1240-1242. Fuentes novgorodianas mencionan que un ejército sueco fue derrotado en la batalla del Neva en 1240. Las campañas alemanas en el Báltico terminaron en fracaso después de la batalla sobre el Hielo en 1242. Después de la fundación del castillo de Víborg en 1293, los suecos se afianzaron en Carelia. El 12 de agosto de 1323, Suecia y Nóvgorod firmaron el Tratado de Nöteborg, regulando por primera vez sus fronteras.[cita requerida]
La caída de la ciudad se produjo en parte como resultado de su incapacidad para alimentar a su gran población,[cita requerida] haciéndola dependiente de la región de Vladimir-Suzdal para obtener cereales. Las principales ciudades de la zona, Moscú y Tver, aprovecharon esta dependencia para hacerse con el control de Nóvgorod. Finalmente, Iván III anexó por la fuerza la ciudad al Gran Ducado de Moscú en 1478. El veche fue disuelto y una parte significativa de la aristocracia, los comerciantes y las familias terratenientes más pequeñas de Novgorod fueron deportados a Rusia central. El kontor de la Liga Hanseática se cerró en 1494 y las fuerzas moscovitas se apoderaron de los bienes almacenados allí.

## Historia

### Origen de Novgorod

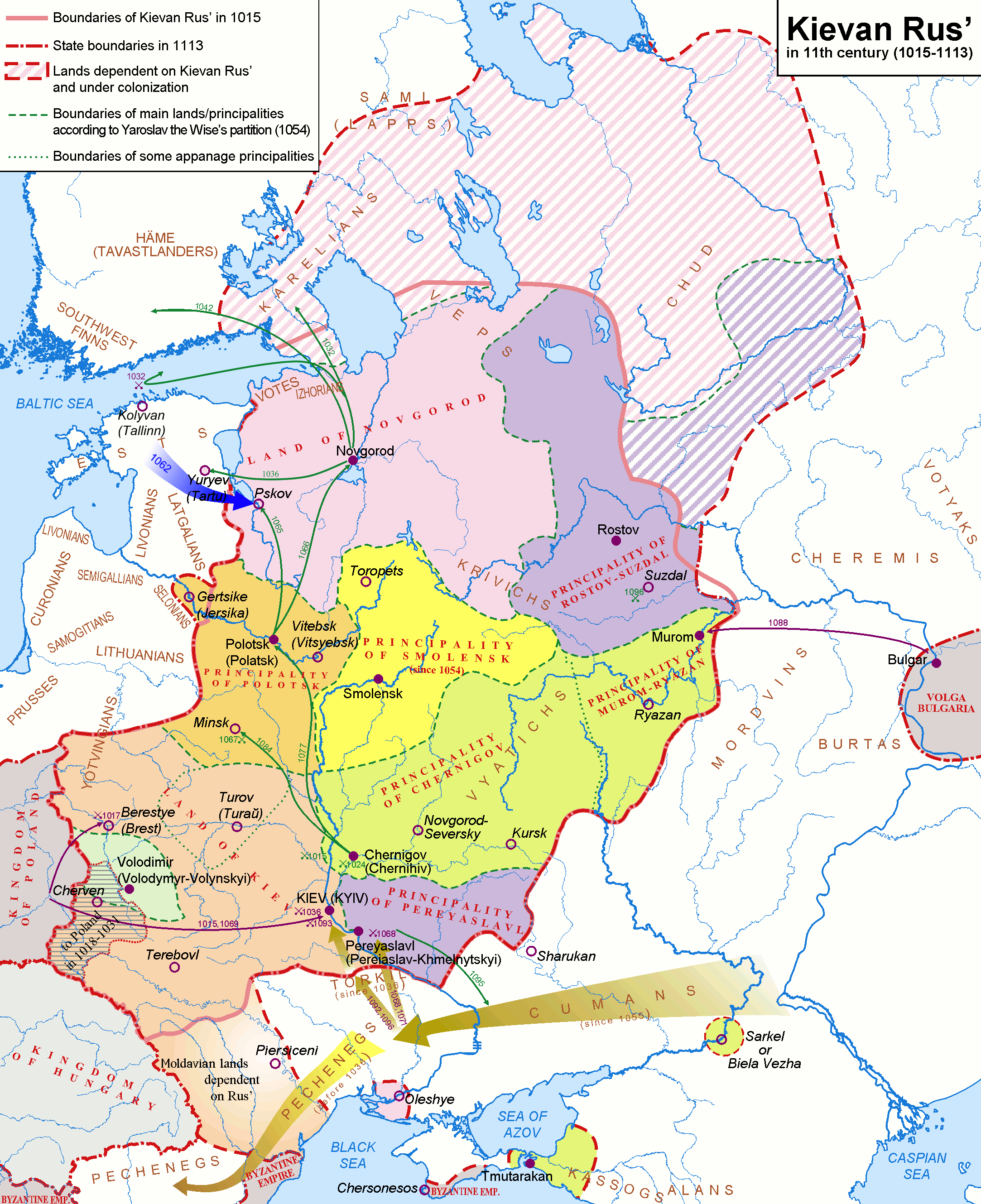
Principados de la Rus de Kiev antes de la independencia de Nóvgorod (1015-1113)

El icono de la Visión de Tarasio del representa a Novgorod con el lado de Sofía a la izquierda y el lado comercial a la derecha. Se muestra a los habitantes de la ciudad realizando su trabajo diario mientras son custodiados por los ángeles.

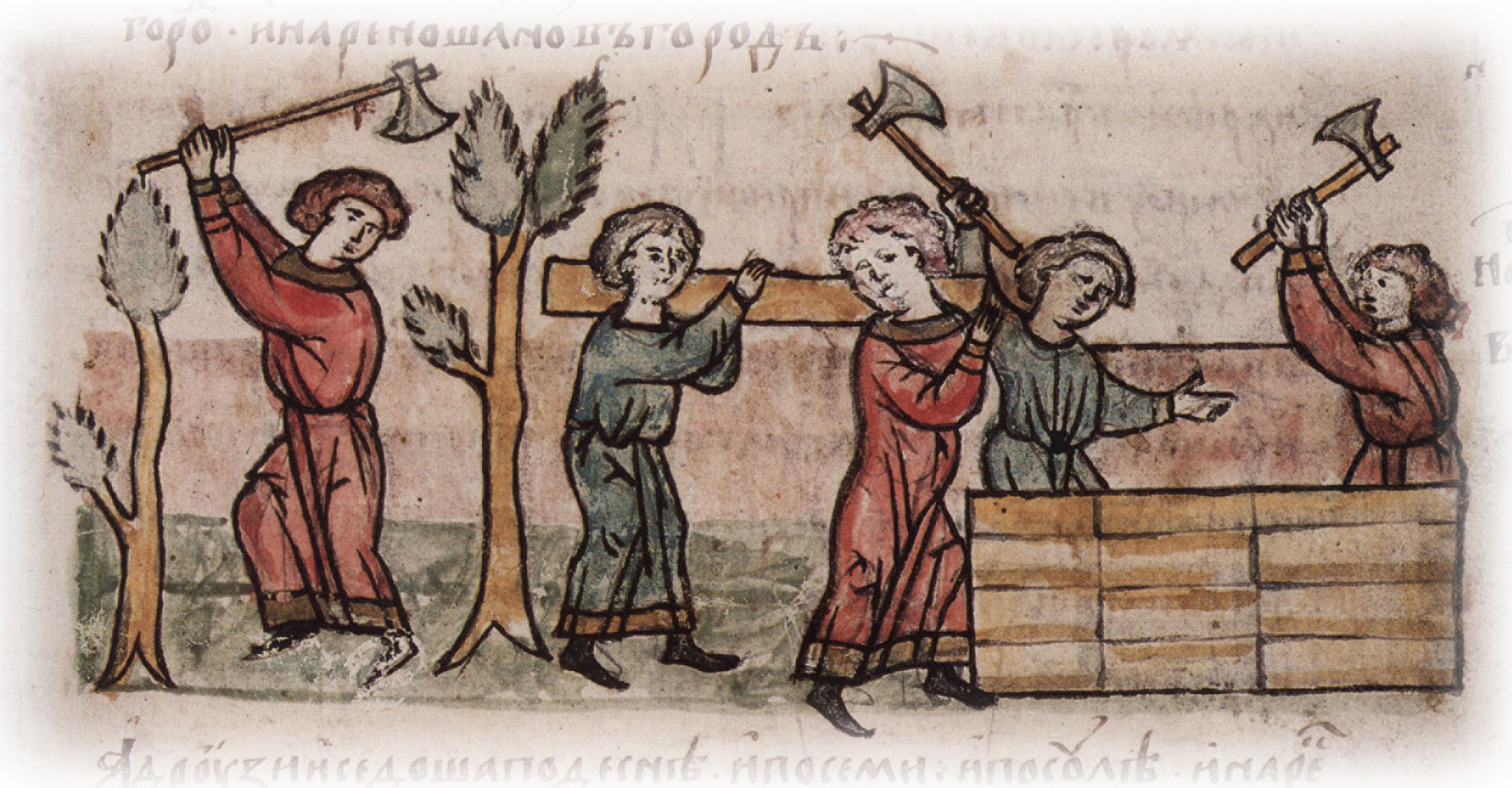
Construcción de Novgorod por los eslovenos de Ilmen. Miniatura de la crónica de Radziwiłł, finales del.

La Crónica de tiempos pasados es la crónica más antigua del espacio de los eslavos orientales. A partir de orígenes bíblicos, la crónica comienza el relato de los acontecimientos del año 852. La crónica da una etnogénesis de los eslavos a partir de un núcleo original situado en el Danubio. La colonización eslava del noreste de Rusia distingue a los eslavos establecidos a lo largo del Dniéper, que tomaron el nombre de polianes para los que se establecieron en la llanura, o de drevlianes para los que vivían en los bosques. Los que se asentaron cerca del lago Ilmen (también llamado Ilmer) conservaron el nombre de eslavos del Ilmen o eslovenos. Diferentes pueblos, bálticos, carelios y eslavos, se asentaron en la región de Nóvgorod. Los varegos llegaron allí en el primer tercio del siglo IX. El primer lugar ocupado fue Gorodische, un lugar fortificado hacia 820. Novgorod, o «Ciudad Nueva», apareció a ambas orillas del río Vóljov, el emisario del lago Ilmen que desemboca en el lago Ladoga y del que emerge el río Neva, a dos kilómetros río abajo, alrededor del año 900. La Crónica de tiempos pasados indica para el año 859: 

(...) los varegos de ultramar recaudaban el tributo a los chudes (o votios), los eslovenos, los merias, los vepsios y los krivitches
les Varègues d'outremer prélevaient le tribut sur les Tchoudes (ou Votes), les Slovènes, les Mériens, les Vepses et les Krivitches

 y para el año 862: 

(...) Persiguieron a los varegos más allá del mar y no les pagaron más tributo. Comenzaron a gobernarse a sí mismos, pero no había justicia entre ellos y se rebelaron, linaje contra linaje, y hubo discordia entre ellos e se hicieron la guerra los unos contra los otros. Entonces se dijeron: busquemos un príncipe capaz de gobernarnos y juzgarnos según el derecho. Fueron al extranjero a buscar a los varegos, a los rous... Y fueron elegidos tres hermanos con su linaje. Se llevaron a todos los rous y se vinieron. El mayor, Rurik, se instaló en Nóvgorod, el segundo, Sineous, en Beloozero, y el tercero, Trouvor, en Izborsk. Y fue a causa de estos varegos que los novgorodianos adoptaron el nombre de tierra rusa.
Ils chassèrent les Varègues au-delà de la mer et ne leur payèrent plus de tribut. Ils se mirent à se gouverner eux-mêmes, mais il n'y avait pas de justice chez eux et ils se soulevèrent, lignée contre lignée, et il y avait chez eux des discordes et ils se firent la guerre les uns aux autres. Ils se dirent alors : Trouvons-nous un prince capable de nous gouverner et de nous juger suivant le droit. Ils allèrent outremer chercher les Varègues, les Rous...Et furent choisis trois frères avec leur lignée. Ils prirent avec eux tous les Rous et s'en vinrent. L'aîné, Riourik, s'établit à Novgorod, le deuxième, Sineous, à Beloozero, et le troième, Trouvor, à Izborsk. Et cest à cause de ces Varègues que les Novgorodiens ont pris le nom de terre russe

Los dos hermanos fueron muertos dos años después y Rurik se hizo cargo del país. Rurik no se instaló en Novgorod sino en Staraya Ladoga, a unos 13 km al sur del lago Ladoga. Murió en 879.
Oleg el Sabio, tal vez cuñado de Rurik, le sucedió y en 882 tomó la decisión de descender al sur, capturando la ciudad de Smolensk; luego descendió el Dniéper y llegó frente a Kiev, donde supuestamente dijo: «Esta ciudad será la madre de las ciudades rusas». Oleg transfirió su administración a Kiev y desde esta fecha hasta 1019-1020, Nóvgorod fue parte de la Rus de Kiev. Los príncipes de Nóvgorod eran designados por el Gran Príncipe de Kiev (usualmente uno de sus hijos mayores). Nóvgorod permaneció como una especie de centro espiritual por la leyenda de haber sido la primera ciudad de Rus, y todavía conserva las reliquias de las creencias tradicionales que precedieron al cristianismo y que hoy forman parte de la historia olvidada.
Oleg continuó más al sur y sitió Constantinopla en 911. Gorodishche y Staraya Ladoga fueron destruidas violentamente en los años 865-867. Gorodishche y su castillo fueron reconstruidos hacia 890-900 y conservaron su preeminencia política hasta aproximadamente el año 1000 y desempeñaron el papel de posición segura para el príncipe de Novgorod.

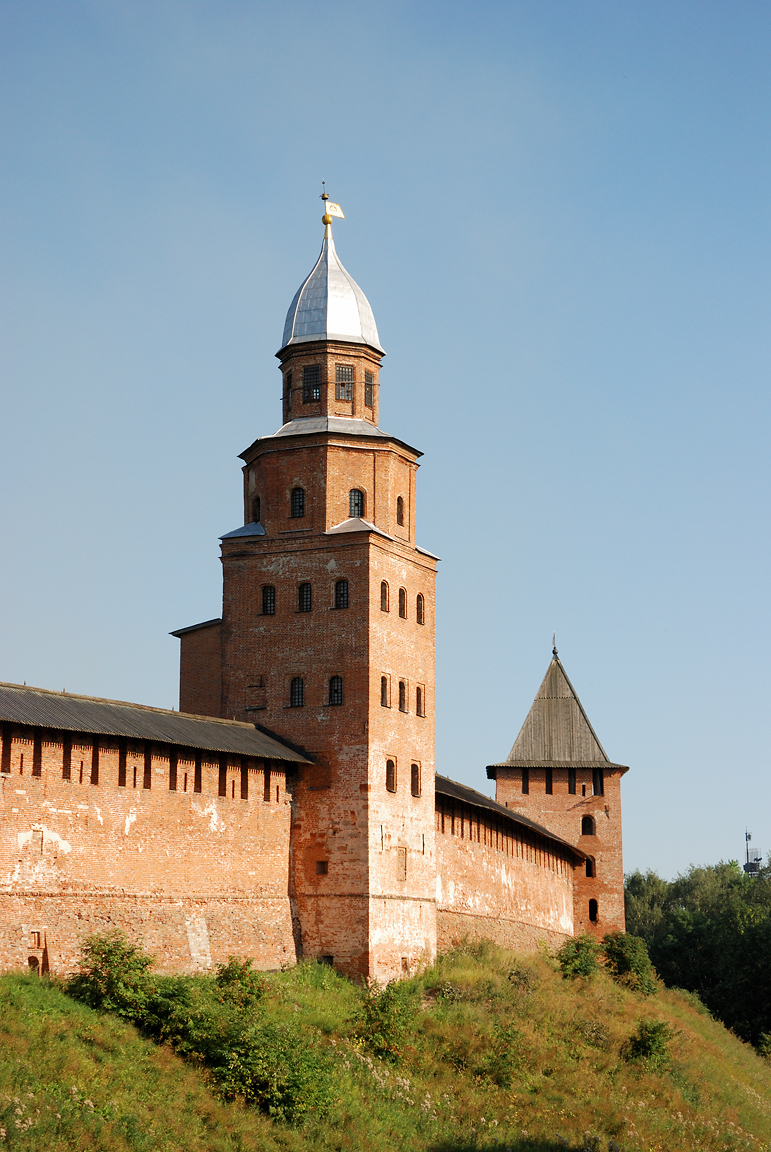
El kremlin de Novgorod.

Novgorod se desarrolló alrededor del año 950. En la margen izquierda del Volkhov se encuentran la ciudadela o Kremlin de Novgorod (Detinets), el distrito del Común al suroeste y el distrito de Nerevo al noroeste; existe un terreno baldío entre los dos distritos que más tarde se convirtió en el barrio de Más Allá del Castillo. En la margen derecha se desarrolló el distrito de Slavno en el sureste. En la parte noreste se desarrollará el distrito de los Carpinteros. Las dos orillas estaban unidas por el gran puente (Most Veliki) sobre el Volkhov.

### Formación e historia de la república
Los deseos de Novgorod de separarse de Kiev fueron evidentes desde principios del siglo XI. Los boyardos de Nóvgorod fueron los principales impulsores de esta separación, con el apoyo de la población urbana que debía pagar tributo a Kiev y proporcionar tropas para las campañas militares.
Nóvgorod jugó continuamente un importante papel en la política de la Rus. Asistió a Vladímir I de Kiev, y más tarde fue fundamental en el acceso al trono de Yaroslav I el Sabio. Por eso, una de las primeras acciones de éste fue garantizar a los leales novgorodianos numerosas libertades y privilegios, que sentaron las bases para la futura república de Nóvgorod. Cuando aún formaba parte de la Rus de Kiev, Nóvgorod se convirtió en un poderoso centro regional, ampliamente independiente, ya que la ciudad tenía un gobierno más participativo que el resto de la Rus, y podía elegir a sus funcionarios locales. Aun así, fue parte muy importante del panorama político y cultural de la Rus de Kiev.
Yaroslav el Sabio (978-1054) fue gran príncipe de Kiev. Sus tres hijos supervivientes, Iziaslav (1024-1078), Sviatoslav (alrededor de 1027-1076) y Vsevolod (alrededor de 1030-1093) fueron respectivamente príncipes de Turov, Chernígov y de Pereyáslav antes de sucederse como grandes príncipes de Kiev. Buscarán colocar a sus hijos como príncipes de Novgorod: Mstislav Iziaslavitch (1057 o 1064-1068), Sviatopolk Iziaslavitch (1078-1087), Gleb Sviatoslavitch (1069-1078), David Sviatoslavitch (1094-1095 o 1096), Mstislav Vladimirovitch (1088-1094 y 1095/96-1117), Vsevolod Mstislavvitch (1117-1136).
A principios del siglo XII, Nóvgorod comenzó a invitar a diferentes knyazs (príncipes) para gobernar la ciudad sin buscar el consejo de los grandes príncipes de Kiev. En 1136, los boyardos y los principales comerciantes lograron la independencia política. El 28 de mayo de 1136 destronaron al príncipe Vsevolod Mstislavvitch —hijo de Mstislav Vladimirovitch y nieto del gran príncipe de Kiev Vladímir II Monómaco— y lo mantuvieron prisionero durante dos meses; luego fue acogido en Pskov. Decidieron llamar a Sviatoslav Olgovich (1036-1038), hijo de Oleg Sviatoslavitch, príncipe de Chernígov, y en el siguiente siglo y medio fueron capaces de invitar y despedir a numerosos príncipes, aunque estas acciones se basaban en quién fuera el príncipe dominante de la Rus, y no en una idea de independencia por parte de Nóvgorod. A partir de 1136, los reinados de los príncipes de Nóvgorod fueron breves. Hubo 33 príncipes entre 1136 y 1199, luego 24 cambios de príncipes entre 1200 y 1264. Como está escrito en la Primera Crónica de Novgorod del año 1196: «Todos los príncipes concedieron libertad a Nogorod: allá donde quieran, allí tomarán su príncipe». Los novgorodianos se opondrán a la arbitrariedad de los príncipes. Una institución comenzó a desarrollarse: la veche una asamblea de los habitantes de Novgorod que se reunieron para tomar decisiones importantes y que se reunirán cada vez más a menudo desde 1209.
Ciudades como Stáraya Russa, Stáraya Ládoga, Torzhok y Oréshek se colocaron bajo el dominio de Nóvgorod como vasallos. La ciudad de Pskov era parte de la República de Nóvgorod en el siglo XII aunque comenzó a reclamar su independencia a mediados del siglo XIII. La independencia de Pskov fue reconocida por el Tratado de Bolotovo en 1348, que también se convirtió en república.

### Expansión del país de Novgorod hacia el este y el norte

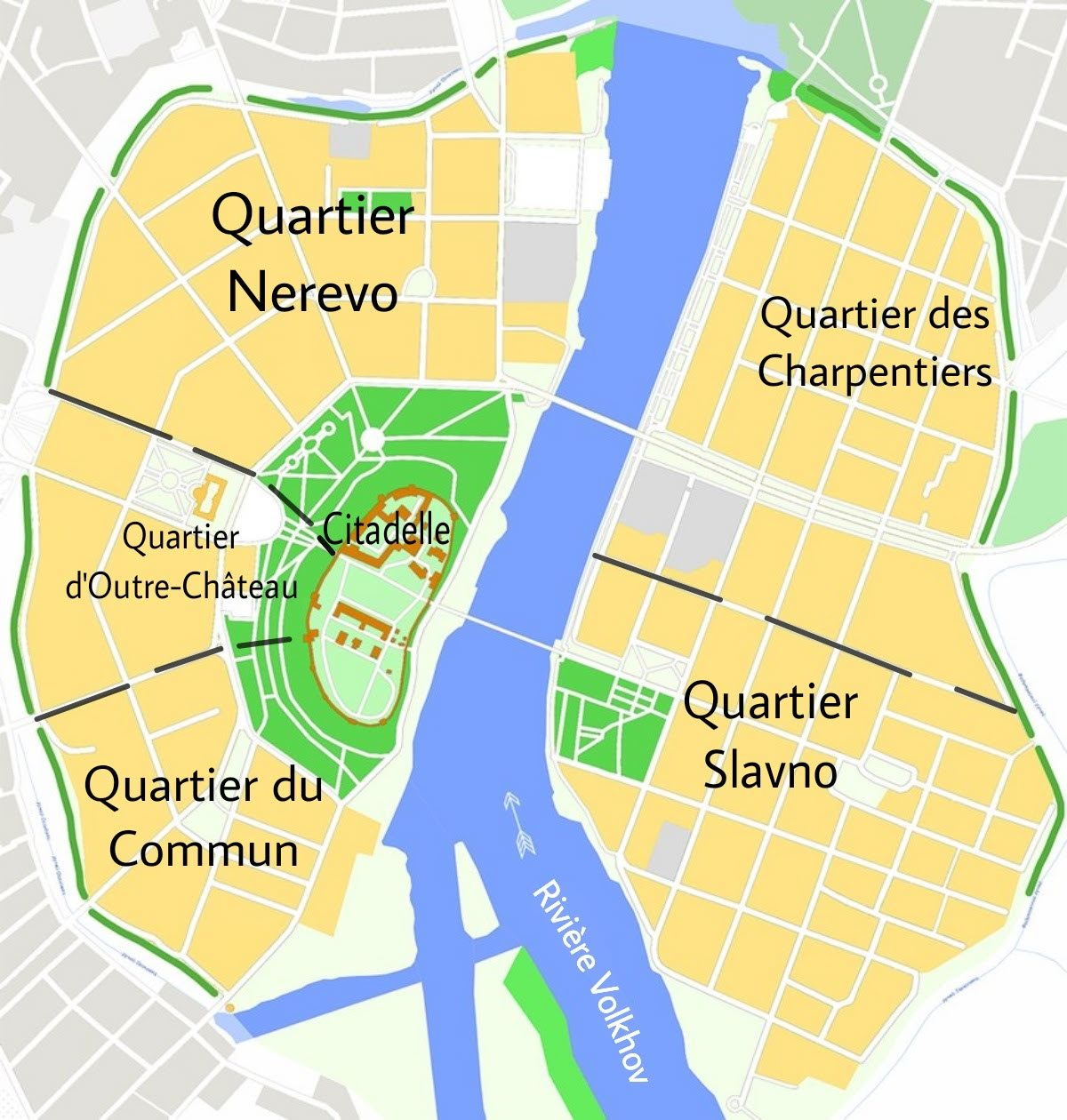
Centro histórico de Veliky Novgorod y sus distritos

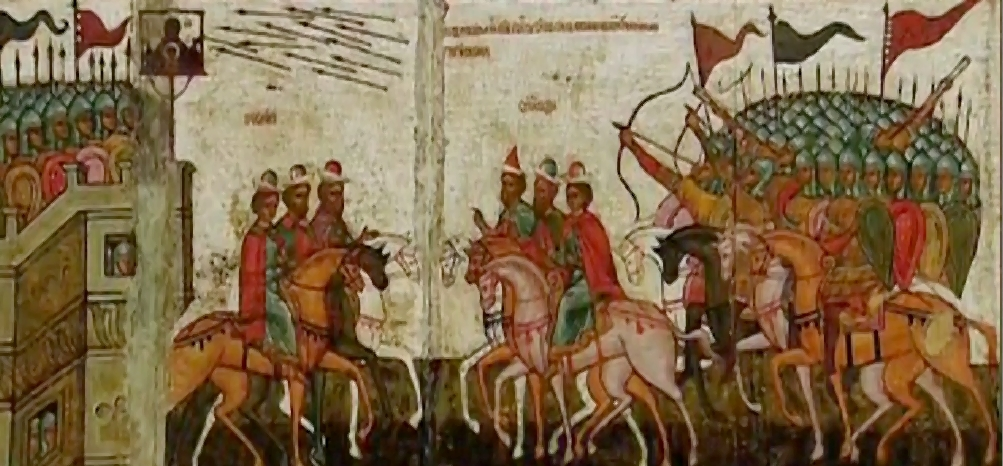
Victoria de Novgorod sobre Andréi Bogoliubski

La estructura de cinco distritos de la ciudad de Novgorod corresponde a los «quintos», un sistema de administración del país de Novgorod en cinco partes: Chelogne, a ambos lados del río Chelon en la margen izquierda del río Lovat; Derevo, en la derecha del río Lovat al norte del lago Seliger y en la margen izquierda del río Msta; Bejetsk, en la margen derecha del río Msta; Onega, hasta la bahía de Onega y el Dvina Septentrional; y Vodes, que iba desde el golfo de Finlandia por el Nevá hasta el norte del golfo de Botnia, la península de Kola y el mar Blanco. Cada distrito tenía la responsabilidad sobre un quinto.
Novgorod comenzó a expandirse hacia el este y noreste entre los siglos XII y XV y a asegurar el control de tierras hasta el mar de Barents y el estrecho de Yugor al norte de los Urales a partir de 1193. Los novgorodianos exploraron las áreas del lago Onega, el río Dviná Septentrional, y las costas del mar Blanco. Las tribus úgricas, que habitaban el norte los Urales, debieron pagar tributo a Nóvgorod. Las tierras al norte de la ciudad, ricas en pieles, fauna marina y salinas, fueron de gran importancia económica para la república de Nóvgorod. 
En esta expansión del país de Novgorod, Novgorod se encontrará con la oposición de Andréi Bogoliubski, gran príncipe de Vladimir-Suzdal por el control de la cuenca del Dvina Septentrional cuyas tropas fueron derrotadas en 1169, luego del príncipe de Tver y finalmente del gran príncipe de Moscú. La región fue coadministrada por Nóvgorod y Moscú en 1368. En 1371, los novogorodianos según la Cuarta crónica de Nóvgorod o los ushkuïniki de Nóvgorod según la Crónica de Nikon tomaron las ciudades de Kostromá y Yaroslavl. En 1386, el conflicto entre Novgorod y Moscú terminó con una multa pagada por Novgorod. Vasili I Dmitrievich, gran príncipe de Moscú, tomó el control de la cuenca del Dvina Septentrional en 1398.

### Conquista de la península de Kola
En el siglo XII, los pomores rusos, procedentes de las costas de la bahía de Onega y del valle inferior del Dvina Septentrional, descubrieron la península de Kola, con su riqueza en caza y pesca. Los pomores organizaban campañas periódicas de caza y pesca y realizaban trueques con los lapones. Llamaron a esta parte de la costa del mar Blanco «costa de Tersky» o Tierra Terskaya.
A finales del siglo XII, los cazadores pomores habían explorado toda la costa norte de la península hasta Finnmark (norte de Noruega), obligando a los noruegos a mantener una flotilla en esta zona. Los pomores llamaron a esta costa Mourman – corrupción de los normandos.
A los cazadores pomores pronto se les unieron los recaudadores de tributos de la república de Nóvgorod, y así la península de Kola fue anexionada gradualmente a Nóvgorod. Un tratado celebrado en 1265 entre Iaroslav Iaroslavitch y Novgorod menciona el «Volost de Tre» (волость Тре), que se encuentra citado hasta 1471 en las actas. Además de Tre, documentos de Nóvgorod que datan de los siglos XIII-XV mencionan el Volost de Kolo, fronterizo con Tre, aproximadamente a lo largo de una línea que iría desde la isla de Kildin hasta el cabo de la península de Tourii. Este volost de Kolo se extendía al oeste de esta línea, mientras que el de Tre estaba al este.

### Cruzadas suecas y bálticas
La primera cruzada sueca fue dirigida entre 1155 y 1157 por el rey Erico IX de Suecia y el obispo Enrique de Uppsala, dando lugar a la integración en el reino de Suecia del país de los suomis al oeste de Finlandia y los hämes. Los nogorodianos soportaron mal esta nueva autoridad y lanzaron contraataques en 1186 y 1187. Johannes, arzobispo de Upsala, fue asesinado después del saqueo de Sigtuna el 12 de agosto de 1187. Fuentes del siglo XV indican que los atacantes fueron carelios y rusos. Esta agresión provocó el cese de las relaciones comerciales entre Nóvgorod y los varegos, que sólo se reanudaron tras un acuerdo en 1191 o 1192.
La segunda cruzada sueca fue dirigida por el jarl Birger Magnusson en 1238-1239 en el país Häme. Los suecos desembarcaron en el Neva en 1240. Fueron derrotados por Alejandro Nevsky, el 15 de julio de 1240 en la batalla del Neva. Alejandro Nevski era príncipe de Nóvgorod desde 1236. Ganó la batalla del lago Peipus el 5 de abril de 1242 contra la Orden de Livonia que ocupaba la ciudad de Pskov. Su hijo, Dimitri, dirigió una expedición contra Dorpat en 1262. Se concluyó un acuerdo que renovaba el de 1191-1192.
Durante la tercera cruzada sueca, los suecos intentaron tomar el control de los ríos del golfo de Finlandia. Fundaron el castillo de Víborg en 1293, intentaron bloquear el paso entre el lago Ladoga y el Vuoksi en 1294 y construyeron un fuerte cerca del estuario del Neva en 1300. Novgorod no reaccionó hasta 1318. Los novgorodianos capturaron Åbo y probablemente el castillo episcopal de Kuusisto, atacaron el condado de Finnmark y el Hålogaland en 1320. En 1323, Novgorod fundó una fortaleza en la isla de Orechek en el Neva. La paz se logró mediante el Tratado de Nöteborg, el 12 de agosto de 1323 que definió por primera vez la frontera entre Suecia y Novgorod en el istmo de Carelia. Se firmó el tratado de Novgorod entre Novgorod y Noruega en Finnmark. En 1337 se produjeron enfrentamientos entre suecos y comerciantes de Nóvgorod.
Una cuarta cruzada sueca fue una ofensiva dirigida por el rey Magnus IV de Suecia que comenzó en 1348 con la toma de Orechek, pero fracasó en 1349. Víborg fue tomada por los rusos en 1350. Se organizó un intercambio de prisioneros en Dorpat, que fue el final del intercambio de armas entre Suecia y Novgorod durante un siglo.

### Conflicto con los noruegos
A partir del siglo XIII, comenzó a imponerse la necesidad de formalizar la frontera entre la república de Nóvgorod y los países escandinavos: los rusos de Nóvgorod, al igual que los carelios llegados del sur , ya habían llegado a la costa del actual distrito de Pechenga, así como a una parte de la costa del fiordo de Varanger, cerca de Voryema Sin embargo, los lapones estaban sujetos al pago de tributos. Los noruegos, por su parte, también intentaron tomar el control de estas tierras, desencadenando conflictos armados: en 1251, una guerra entre los carelios, los rusos de Novgorod y los siervos del rey de Noruega terminó con la creación de una misión de Novgorod ante la corona noruega. Por otra parte, en 1251, Noruega ratificó en Novgorod un primer tratado sobre las tierras laponas y la recaudación de impuestos: en adelante, los sami tendrían que pagar tributo a la vez tanto a Nóvgorod como a Noruega.
Según los términos del tratado, los rusos de Novgorod podían cobrar tributos de los sami hasta el fiordo de Lyngen en el oeste, y los noruegos cobrarían tributos en todo el territorio de la península de Kola, excepto en la mitad oriental de la costa de Tersky; este tratado de 1251 no define otra frontera.
Condujo a un breve período de paz, pero a partir de 1271, las crónicas relatan ataques de rusos de Nóvgorod y de carelios en Finnmark y en el norte de Noruega. Continuaron hasta el siglo XIV. La frontera oficial entre Novgorod, Suecia y Noruega fue fijada solo el 12 de agosto de 1323, en el Tratado de Nöteborg, cuyo principal objetivo era arreglar la situación del istmo de Carelia y de las orillas septentrionales del lago Ladoga.
El otro tratado medieval importante para las fronteras del norte fue el Tratado de Novgorod firmado con Noruega en 1326, que puso fin a décadas de luchas en Finnmark. Según los términos de este tratado, Noruega abandonó sus reclamos sobre la península de Kola, pero los lapones aún debían pagar tributo, y esa práctica continuó hasta 1602. Y si bien el tratado de 1326 no trazaba los contornos precisos de una frontera, al menos confirmaba los límites de 1323, que son más o menos los de los mapas de 1920.
Para garantizar la seguridad de estas fronteras, Nóvgorod confió su vigilancia a príncipes a partir de los años 1299-1300. Este príncipe que actuaba como «conde de la marca» era elegido por Novgorod y nombrado por el príncipe soberano de la ciudad. Por ejemplo, Boris Konstantinovich fue elegido para proteger Karelia, pero los novgorodianos pidieron al príncipe de Novgorod Miguel Yaroslávich de Tver que lo despidiera en 1305-1307. Alrededor de 1332-1334, visitaron a Narimantas, luego a su hijo Patrikas en 1384-1386 y 1396.

### Novgorod y la Horda Dorada
La invasión mongola de la Rus de Kiev por parte de la Horda de Oro comenzó en 1237. Batú Kan, nieto de Genghis Khan, capturó Riazán, Vladímir y Suzdal, entre diciembre de 1237 y febrero de 1238, saqueando y masacrando el país. El 4 de marzo de 1238, en el río Sit, los mongoles obtuvieron una victoria y el gran príncipe de Vladimir, Yuri II de Vladímir, fue asesinado. La Crónica de Vladimir Suzdal indica que había abandonado Vladimir para unirse a las tropas de su hermano Yaroslav, gran príncipe de Kiev. Torzhok cayó el 5 de marzo sin haber recibido ayuda y los mongoles tomaron entonces dirección a Novgorod pero dieron media vuelta al llegar cerca del lago Ilmen, en un lugar llamado la Cruz de Ignacio. Los mongoles atacaron en 1240 las ciudades de la margen izquierda del Dniéper. Pereyáslav cayó el 3 de marzo, Chernígov el 18 de octubre. Finalmente Kiev se tomó el 6 de diciembre de 1240.
Fue en este contexto en el que Alejandro Nevski, príncipe de Nóvgorod en 1236-1240 y luego en 1242-1246, luchó en el norte contra los suecos y la Orden de Livonia. En 1241, el Gran Khan Ogodei murió y Batu volvió a establecerse en el Bajo Volga, en Saraï Batu. Yaroslav II de Vladimir, padre de Alejandro Nevsky, fue elegido gran príncipe de Vladimir por Batu, pero fue asesinado el 30 de septiembre de 1246 en la capital mongola de Karakorum víctima de las rivalidades entre Güyük y Batu. Alejandro Nevsky y sus hermanos Yaroslav III de Vladimir y Andrés II de Vladimir fueron a la Horda, donde Batu nombró a Alejandro Nevsky gran príncipe de Kiev y a Andrés gran príncipe de Vladimir. En 1253, Alejandro Nevsky acudió a la Horda para denunciar las intrigas de sus hermanos. Luego Batu lo nombró gran príncipe de Vladimir. Batu murió alrededor de 1255. Fue reemplazado por Berké Khan. Los mongoles obligaron a Alejandro Nevsky a realizar un censo de todas las tierras rusas para cobrar su tributo. También impusieron impuestos comerciales. Los novgorodianos se opusieron a esto. En 1259, el propio Alejandro Nevski tuvo que acompañar a los censistas para obligarlos a obedecer. Después de haber instalado a su hijo Dimiti como príncipe de Novgorod en 1262, tuvo que ir en 1263 ante Berké Khan, quien sólo le permitió regresar a Vladimir en el otoño de 1263 pero, con mala salud, murió durante el viaje a Gorodets, el 14 de noviembre de 1263. Nóvgorod seguirá una política de péndulo entre los hijos de Alejandro Nevsky, Dimitri y Andrés, este último apelando a la Horda de Oro contra su hermano, luego entre las casas de Tver y de Moscú con el arbitraje de los kanes de la Horda de Oro.

### Caída

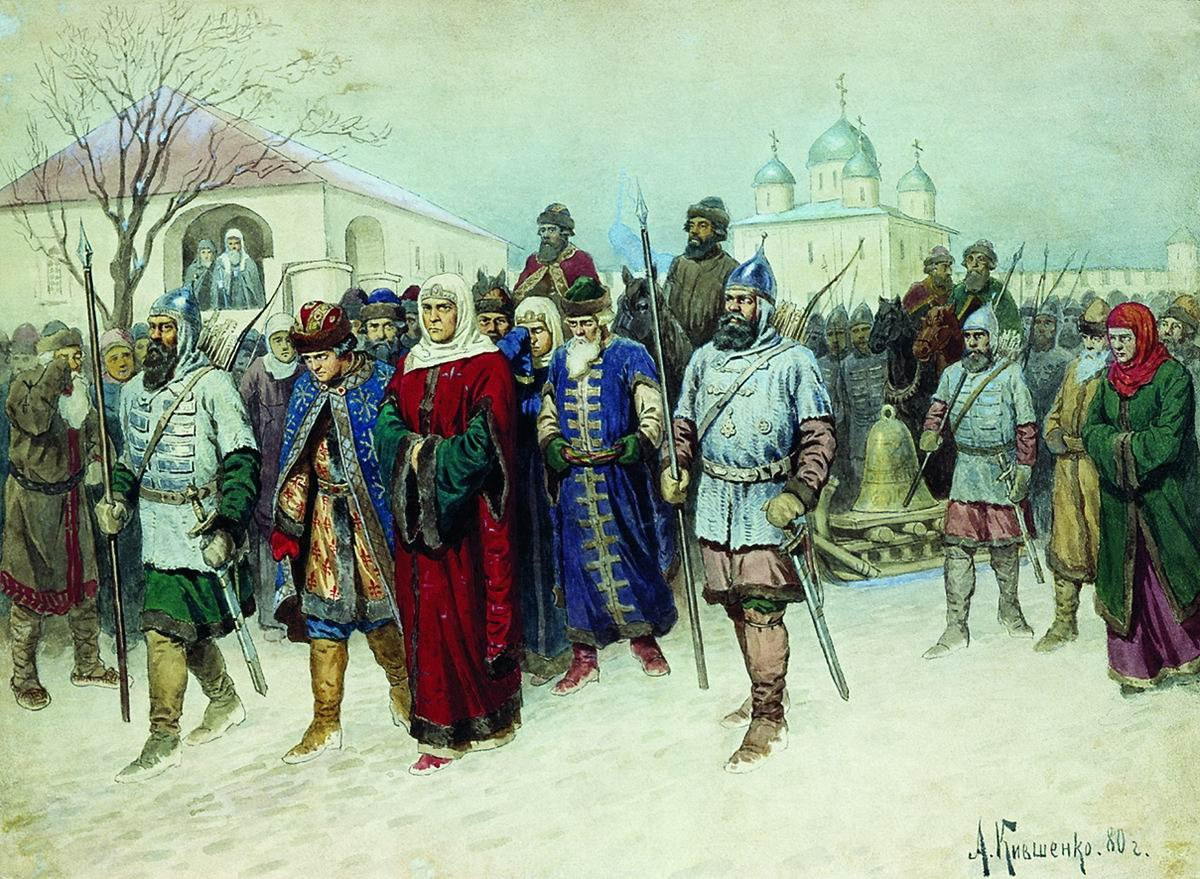
Marfa Posádnitsa escoltada a Moscú (seguida por la Campana del veche). Obra de Alekséi Kivshenko, 1880.

El Principado de Tver, el Principado de Moscú y Lituania habían intentado apoderarse de la república desde el siglo XIV. Inmediatamente tras ser nombrado gran príncipe de Vladímir, Mijaíl Yaroslávich, siendo también príncipe del Principado de Tver, envió a sus gobernadores a Nóvgorod sin consulta previa a los ciudadanos. Este incidente empujó a la república a desarrollar vínculos más estrechos con Moscú durante el reinado de Yuri III.
A medida que Moscovia comenzaba a expandirse, varios de sus monarcas, en particular Iván I Kalitá y Simeón I Gordy, intentaron limitar la independencia de la república. Un conflicto serio estalló en 1397 cuando Moscovia se anexionó tierras a lo largo del Dviná Septentrional. Fueron devueltas a la república al año siguiente.
El gobierno de Nóvgorod y la mayoría de los boyardos intentaron entonces aliarse con el Gran Ducado de Lituania para impedir el ascenso al poder del Gran principado de Moscú, que intentaba eliminar las divisiones feudales de la antigua Rus. Este grupo de boyardos fue llamado el partido lituano y estaba dirigido por Marfa Borétskaya, viuda del posádnik (alcalde) Isaac Boretski.
Por iniciativa de este partido, las autoridades de la ciudad invitaron al príncipe lituano Mijaíl Olélkovich y le propusieron desposar a Marfa Borétskaya y conducir el gobierno de la república. También se concluyó una alianza con el propio gran duque Casimiro IV Jagellon. Sin embargo, la perspectiva de una nueva alianza, con el Reino Unido de Polonia y el Gran Ducado de Lituania, causó gran conmoción entre el pueblo de la república y estallaron los disturbios. Las autoridades moscovitas trataron de sacar partido de las discordias dentro de la República y le declararon la guerra. 
A lo largo del siglo XV, los rusos de Nóvgorod habían comenzado a establecer asentamientos permanentes en toda la península de Kola. Umba y Várzuga (hoy ambas en la óblast de Múrmansk), las más antiguas de estas colonias rusas, datan de 1466. Con el tiempo, todas las regiones costeras al oeste del río Piálitsa habían llegado a ser colonizadas, creando un territorio con una población mayoritariamente rusa. Desde el punto de vista administrativo, este territorio estaba dividido en dos vólosts: los de Varzouga y Uumba, que eran administrados desde el valle del Dviná Septentrional por un posádnik. La república de Nóvgorod tuvo que ceder estos dos volosts al gran principado de Moscú al final de la batalla de Shelón en 1471, aunque Nóvgorod pudo mantener una limitada independencia formal durante 7 años más. En 1478, Iván III envió su ejército a sitiar Nóvgorod: el sitio terminó con una masacre de la población y la destrucción del veche (asamblea popular) incluyendo su biblioteca y sus archivos. La campana con la que se convocaba el veche, el símbolo de la independencia de Nóvgorod, fue llevada a Moscú. Este hecho se considera el acto final de la República de Nóvgorod. Todos sus territorios, incluida la península de Kola, fueron anexionados por el Principado de Moscú.

## Geografía
La República de Nóvgorod fue el más grande de los Estados rusos hasta que fue sobrepasada por Moscú luego de que esta se anexionase otros principados independientes. La república se ubicaba al noroeste y el norte de la Rusia Europea, así como la parte occidental de Finlandia. Hacia el este limitaba con el principado de Tver y al oeste con lituana y otros varios estados bálticos, incluyendo a la Orden Teutonica, el principado episcopal de Dorpat y Ducado de Curlandia y Semigalia además de las ciudades hanseáticas de Riga y Reval.

## Gobierno
La constitución precisa de la República medieval de Nóvgorod es incierta, aunque la historia tradicional ha creado la imagen de una red altamente institucionalizada de veches (asambleas públicas), y un gobierno de posádniks (alcaldes), týsiatski (originalmente, el jefe de la milicia ciudadana, pero luego, un funcionario judicial y comercial), otros miembros de las familias aristocráticas, y el arzobispo de Nóvgorod.
Algunos eruditos argumentan que el arzobispo era la cabeza de la rama ejecutiva del gobierno, aunque es difícil determinar las competencias exactas de los funcionarios. Es posible que hubiera un "Consejo de Señores" (Совет Господ), presidido por el arzobispo, que se reuniría en el palacio episcopal (a partir de 1433, en el Palacio de las Facetas), pero más recientemente, Jonas Granberg ha puesto en duda si tal órgano existió en realidad; argumenta que es, de hecho, una invención de historiadores que han leído demasiadas fuentes dispersas.
Los ejecutivos (al menos nominales) de Nóvgorod eran siempre los príncipes, invitados por los novgorodianos de los estados vecinos, aunque se cree que su poder se desvaneció en el siglo XIII y comienzos del siglo XIV. No está claro si el arzobispo de Nóvgorod era el verdadero jefe del Estado o el jefe ejecutivo de la República, pero en cualquier caso, era un importante funcionario de la ciudad; además de supervisar la Iglesia en Nóvgorod, encabezó las embajadas, supervisó ciertos casos judiciales de carácter secular, y llevó a cabo otras tareas seculares, pero los arzobispos parecen haber trabajado con los boyardos para alcanzar un consenso, y casi nunca actuaron solos. El arzobispo no era nombrado, sino elegido por los novgorodianos, y aprobado por el obispo metropolitano de Rusia.
Otro ejecutivo importante era el posádnik, que presidía el veche, copresidía las cortes, junto con el Príncipe, supervisaba la recaudación de impuestos, y gestionaba los asuntos corrientes de la ciudad. La mayoría de las decisiones importantes del Príncipe debían ser aprobadas por el posádnik. A mediados del siglo XIV, en lugar de un posádnik, el veche comenzó a elegir seis. Estos seis posádniks conservaron sus estatus de por vida, y cada año elegían de entre ellos a un jefe posádnik.
La composición exacta del veche también es incierta, aunque parece haber comprendido tanto a miembros de la población urbana como de la rural. Si fue una institución democrática o estuvo controlada por los boyardos, ha sido objeto de debate. Los posádniks, týsiatskis, e incluso los obispos y arzobispos de Nóvgorod eran a menudo elegidos, o al menos aprobados por el veche.

## Relaciones externas
La República luchaba contra la expansión sueca y el feudalismo alemán. Desde mediados del siglo XII, los suecos fueron invadiendo las tierras finesas en las cuales algunas poblaciones debían pagar tributo a Nóvgorod. Nóvgorod fue a la guerra con los suecos en veintiséis ocasiones y con los Hermanos Livonios de la Espada, once. También rivalizaba con el Principado de Vladímir-Súzdal por la hegemonía en norte del Rus. Aprovechando la invasión mongola de la Rus de Kiev, los Caballeros de la Orden Teutónica, aliados con daneses y suecos, comenzaron a atacar los territorios novgorodianos en 1240. Sus campañas fracasaron con la batalla del Nevá en 1240 y la batalla del lago Peipus en 1242.
El 12 de agosto de 1323, fue firmado el Tratado de Nöteborg entre Suecia y Nóvgorod, regulando las fronteras. Este fue el primer tratado entre la futura Rusia y el reino de Suecia.
La República logró evitar la invasión de la Horda de Oro, aunque debió pagar tributo a ésta hasta que se crearon principados moscovitas que servían de contención.

## Ejército
Al igual que otros estados rusos, el poder militar de Nóvgorod consistía de levas de campesinos y del séquito del príncipe (druzhina). Aunque en teoría todos Novgorodianos libres podían ser movilizados, en realidad en número de reclutas dependía del nivel de peligro al que se enfrentaba la república. Las formaciones profesionales incluían a los séquitos del arzobispo y de otros prominentes boyardos, así como a las guarniciones de las fortalezas. Las primeras menciones de armas de fuego datan desde el 1394 y ya para el siglo XV las fortalezas utilizaban artillería y los barcos incluían cañones.

## Economía

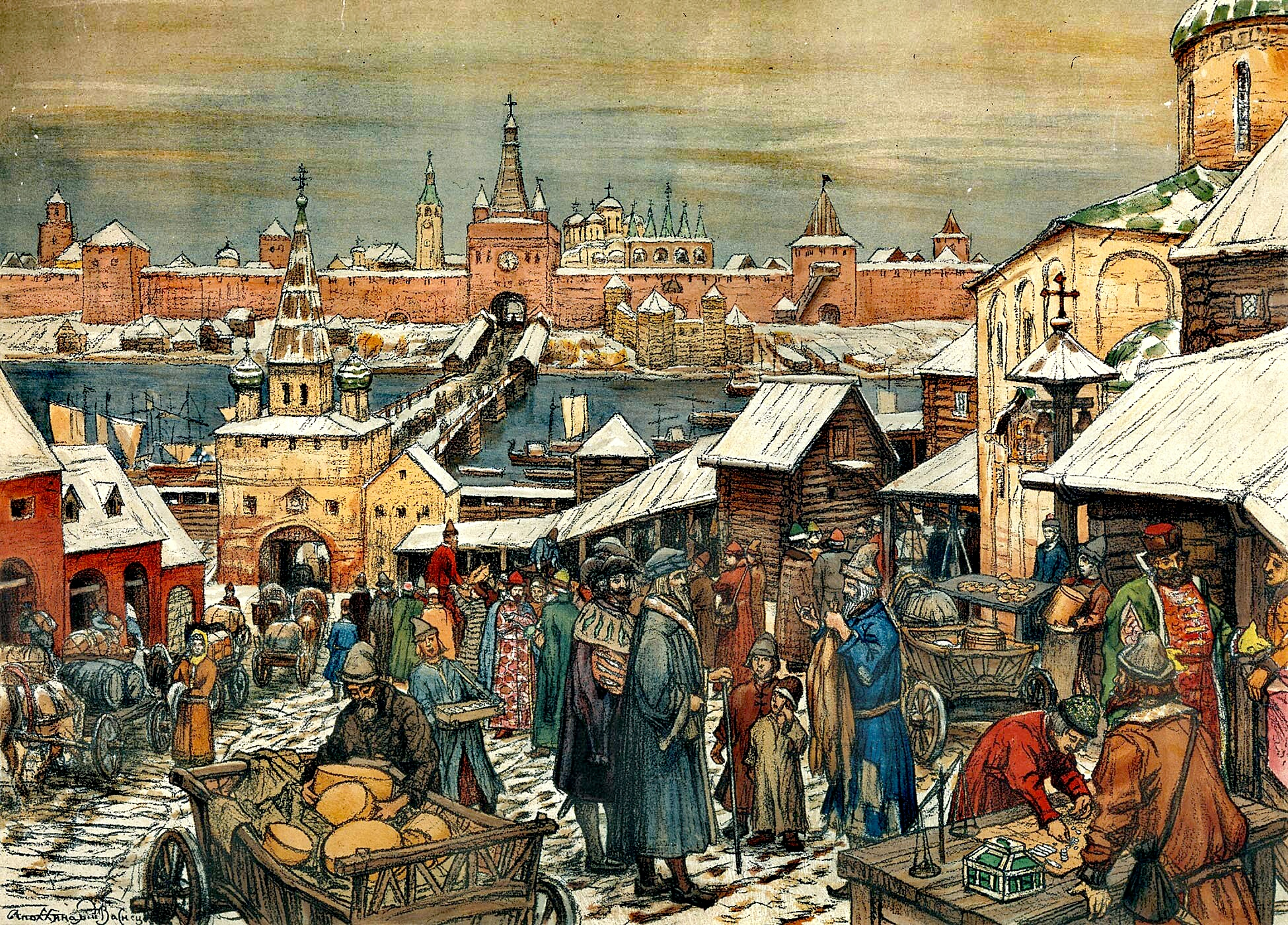
Mercado de Novgorod (con el Kremlin al fondo), pintado por Apollinari Vasnetsov

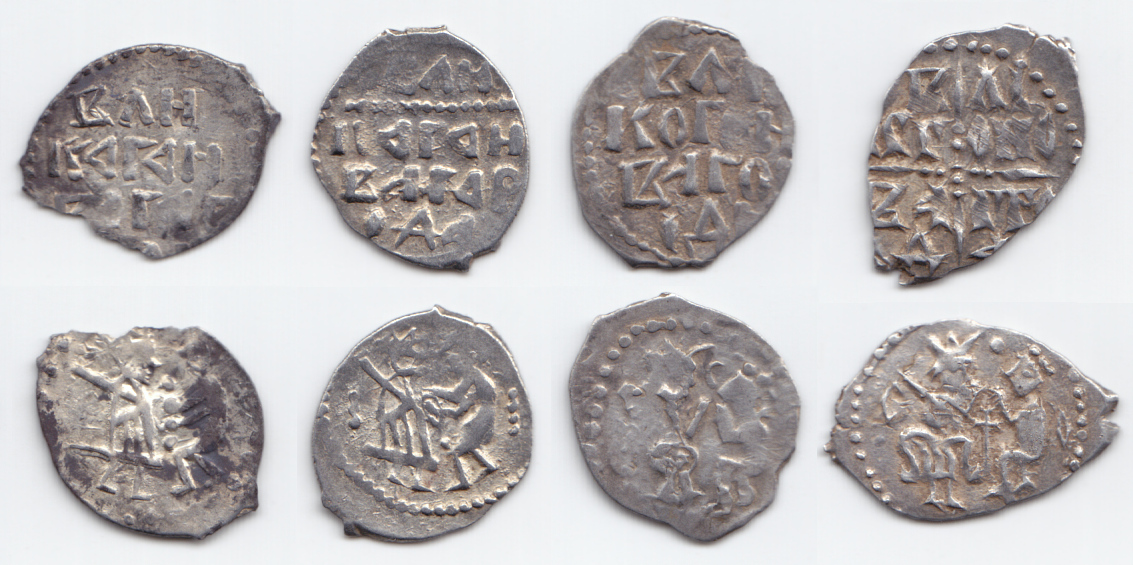
Monedas de plata emitidas en Nóvgorod (1420-1478)

La economía de la República de Nóvgorod incluía la agricultura y la cría de animales (por ejemplo, los arzobispos de Nóvgorod y otros criaban caballos para el ejército de Nóvgorod), mientras que la caza, la apicultura y pesca también estaban muy extendidas. En la mayoría de las regiones de la república, estas diferentes "industrias" se combinaban con la agricultura. El hierro se extraía en la costa del Golfo de Finlandia. Staraya Russa y otras localidades eran conocidas por sus salinas. El cultivo de lino y lúpulo también fue de gran importancia. Los productos del campo, como pieles, cera de abejas, miel, pescado, manteca de cerdo, lino y lúpulo, se vendían en el mercado y se exportaban a otras ciudades rusas o al extranjero.
Sin embargo, la verdadera riqueza de Nóvgorod procedía del comercio de pieles. La ciudad era el principal punto de contacto para el comercio entre Rusia y el noroeste de Europa, ya que estaba situada en el extremo oriental de la red comercial del Báltico establecida por la Liga Hanseática. Desde las tierras del noreste de Nóvgorod ("Las Tierras de Más Allá de los Puertos", como se las llamaba en las crónicas), la zona que se extendía al norte de los lagos Ladoga y Onega hasta el Mar Blanco y al este hasta los Montes Urales tenía tantas pieles que los relatos de viajes medievales hablan de animales peludos lloviendo del cielo. Los mercaderes Novgorodianos comerciaban con ciudades suecas, alemanas y danesas. En los primeros años, los propios Novgorodianos navegaban por el Báltico (en la Primera crónica Novgorodiana se relatan varios incidentes con mercaderes Novgorodianos en Gotland y Dinamarca). Las iglesias ortodoxas de los mercaderes Novgorodianos han sido excavadas en Gotland. Asimismo, los mercaderes de Gotland tenían su propia iglesia de San Olaf y casa de comercio en Nóvgorod. Sin embargo, la Liga Hanseática impugnó el derecho de los mercaderes de Nóvgorod a llevar a cabo el comercio marítimo de forma independiente y a entregar los cargamentos en los puertos de Europa Occidental con sus propios barcos. De Europa occidental importaban plata, telas, vino y arenques.
La cantidad de pieles, especialmente de ardilla y otras pieles baratas, que Novgorod proveía a los mercaderes Hanseáticos era considerable. La compañía de Lübeck de Wittenborg exporto desde 200 000 hasta 500 000 marcos de Lübeck desde Novgorod hasta Livonia durante la mitad del siglo XIV. Anna Khoroshkevich asumió que las exportaciones aumentaron a lo largo del siglo XIV y alcanzaron su apogeo a principios del siglo XV, pero en la segunda mitad del siglo, Novgorod sufrió los efectos del agotamiento de sus recursos y los terrenos de caza se trasladaron considerablemente más al norte y Los comerciantes moscovitas obtienen el principal beneficio del cambio.
Las monedas extranjeras y la plata se utilizaron como moneda antes de que Nóvgorod comenzara a acuñar sus propias monedas novgorodka en 1420.

## Sociedad
En los siglos XIV y XV, más de la mitad de las tierras de propiedad privada de Novgorod estaban en manos de unas 30-40 familias nobles de boyardos. Estos vastos estados servían como recursos materiales, que aseguraban la supremacía política de los boyardos. La Casa de la Santa Sabiduría (Дом святой Софии, Dom Svyatoy Sofiy) -el principal establecimiento eclesiástico de Nóvgorod- era su principal rival en términos de propiedad de tierras. Sus votchina estaban situadas en las regiones económicamente más desarrolladas de la región de Nóvgorod. Se sabe que el Monasterio de Yuriev, el Monasterio de Arkazhsky, el Monasterio de Antoniev y algunos otros monasterios privilegiados eran grandes terratenientes. También existían los llamados zhityi lyudi (житьи люди), que poseían menos tierras que los boyardos, y pequeños propietarios no privilegiados de votchina llamados svoyezemtsy (своеземцы, o terratenientes privados). La forma más común de explotación laboral -el sistema de metayage- era típica de las categorías de terratenientes antes mencionadas. Sus economías domésticas estaban atendidas en su mayor parte por esclavos (kholopy), cuyo número había ido disminuyendo constantemente. Junto con el metayage, los pagos monetarios también adquirieron una importancia significativa en la segunda mitad del siglo XV.

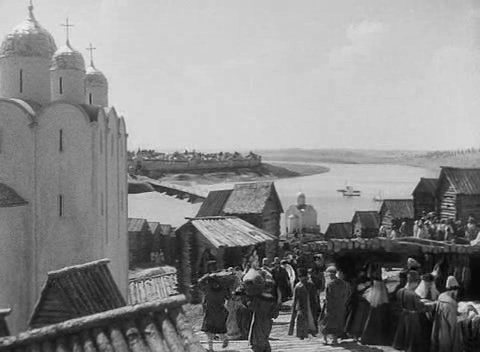
El Nóvgorod del representado en la película de Sergei Eisenstein Alexander Nevsky (1938).

Algunos estudiosos sostienen que los señores feudales intentaban atar legalmente a los campesinos a sus tierras. Ciertas categorías de campesinos dependientes feudalmente, como davniye lyudi (давние люди), polovniki (половники), poruchniki'] (поручники), dolzhniki' (должники), fueron privados del derecho a abandonar a sus amos. Los boyardos y los monasterios también intentaron restringir a otras categorías de campesinos la posibilidad de cambiar de señor feudal. Sin embargo, hasta finales del siglo XVI, los campesinos podían abandonar sus tierras en las semanas anteriores y posteriores al día de San Jorge en otoño.
Los estudiosos marxistas (por ejemplo, Aleksandr Joroshev) hablaban a menudo de la lucha de clases en Nóvgorod. En la república se produjeron unos 80 levantamientos importantes, que a menudo se convirtieron en rebeliones armadas. Las más notables se produjeron en 1136, 1207, 1228-29, 1270, 1418 y 1446-47. El grado en que se basaban en la lucha de clases era muy variable. No está claro hasta qué punto se basaron en la "lucha de clases". Muchas se produjeron entre varias facciones de boyardos o, si en una revuelta participaron los campesinos o comerciantes contra los boyardos, no consistió en que los campesinos quisieran derrocar el orden social existente, sino que la mayoría de las veces fue una exigencia de un mejor gobierno por parte de la clase dominante. No parecía existir la idea de abolir el cargo de príncipe ni de permitir que los campesinos dirigieran la ciudad.
Durante todo el periodo republicano, el arzobispo de Nóvgorod fue la cabeza de la iglesia ortodoxa. La población de las tierras de Nóvgorod se cristianizó. La secta de los Strigolniki se extendió a Novgorod desde Pskov a mediados del siglo XIV, y sus miembros renunciaron a la jerarquía eclesiástica, al monacato y a los sacramentos del sacerdocio, la comunión, el arrepentimiento y el bautismo. En la segunda mitad del siglo XV apareció en Nóvgorod otra secta, llamada por sus oponentes la herejía de los judaizantes, que posteriormente contó con el apoyo de la corte de Moscú.

## Cultura

### Arte e iconografía

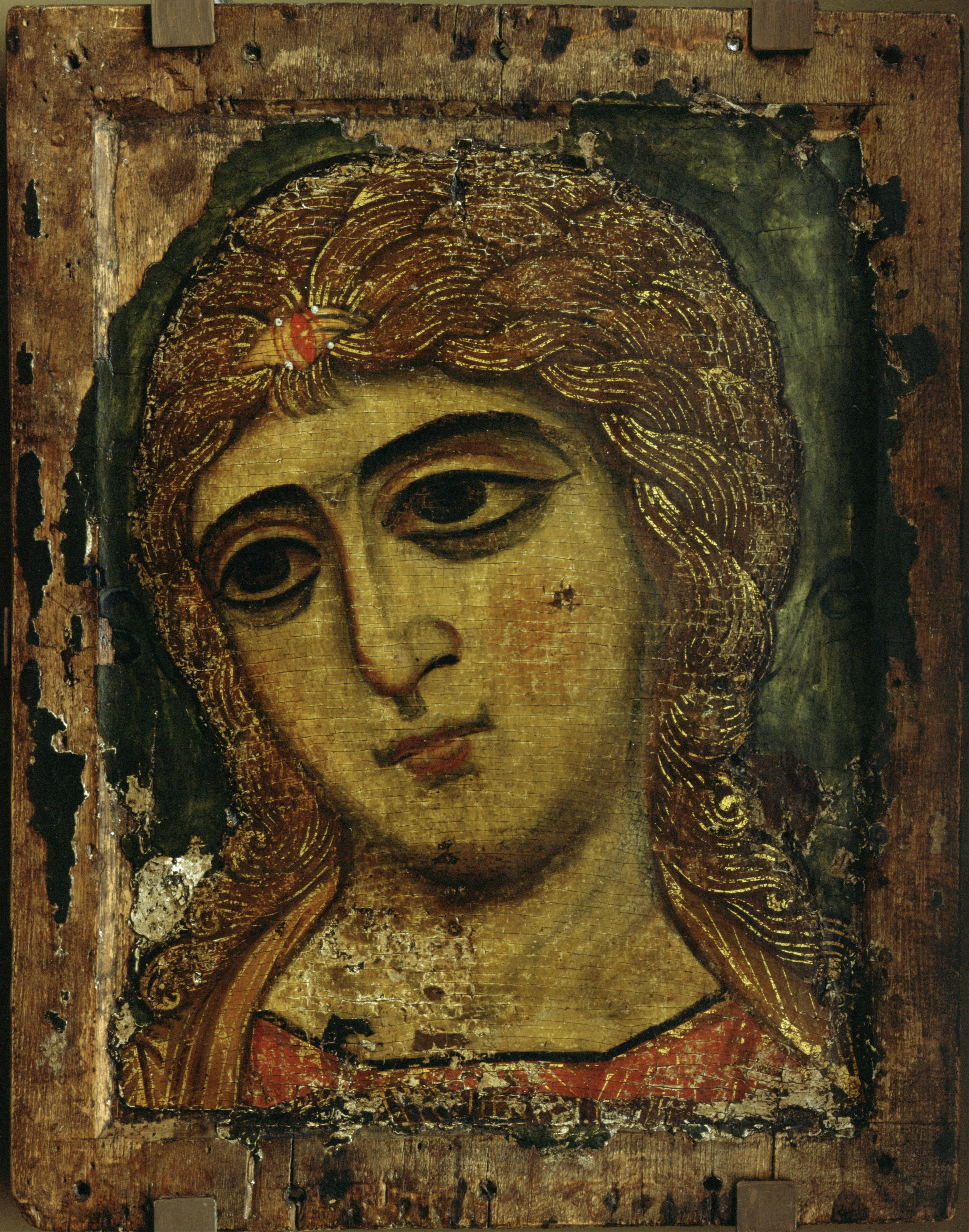
El Ángel con cabello dorado, icono c. 1200

La República de Novgorod fue famosa por su alto nivel de cultura en comparación con otros ducados Rusos como Súzdal. La gran mayoría de los mayores obras del este de Europa provenían de esta ciudad. Los Novgorodianos grandes cantidades de arte, más específicamente, iconos religiosos. Este alto nivel de producción artística se debía a la floreciente economía. No solo las prominentes familias boyardas comisionarían la creación de iconos sino que los artistas contarían con el apoyo financiero de mercaderes ricos y otros miembros de la pudiente clase artesana. Los iconos se volvieron tan prominentes en Novgorod que para finales del siglo XIII los ciudadanos no necesitaban ser particularmente ricos para comprar alguno; de hecho, los iconos eran producidos como productos de exportación tanto para la decoración de iglesias como de casas. Aun así solo una pequeña cantidad de estos, producidos a lo largo del siglo XII al XIV, han sido encontrados para su preservación.
Aquellos iconos que aun se conservan a día de hoy muestran una mezcla de arte tradicional Ruso, estilo Bizantino (antes prominente en Kiev) y arte románico y estilo gótico. Los artistas de Novgorod, y su público, favorecían a aquellos santos que brindaban principalmente seguridad económica. El profeta Elías era el señor del trueno quien traía la lluvia para los cultivos de los campesinos. San Jorge, San Blas y los santos Florus y Laurus de alguna forma u otro todos proveían de protección a las tierras y el ganado de los aldeanos. La Santa Parascheva y Santa Anastasia ambas protegían a los mercaderes y comerciantes. San Nicolás era el patrón de los carpinteros y protegía a los viajeros y a los afligidos. Tanto el profeta Elías como San Nicolás ofrecían protección de los incendios, los cuales eran un problema habitual en la ciudad. Las representaciones de estos santos se mantuvieron populares a lo largo de todo el reinado de la república. Pero al principio del siglo XIV otro icono se volvió prominente en la ciudad: la Virgen de la Merced. Este icono conmemora la aparición de la Virgen María ante Andrés Paleólogo, durante la cual María reza por toda la humanidad.
En 1478 Novgorod perdió no solo su autoridad política sino también su autoridad artística, dando resultado a un método más uniforme para la elaboración de iconografía a lo largo de toda Rusia. La Escuela de pintura de iconos Novgorodiana, derivada de la Bizantina, sirvió como la base para una futura escuela Moscovita de artes Rusas, la cual emergió en el siglo XVI que a su vez sería remplazada por la escuela de Stroganov.

### Arquitectura y trazado civil

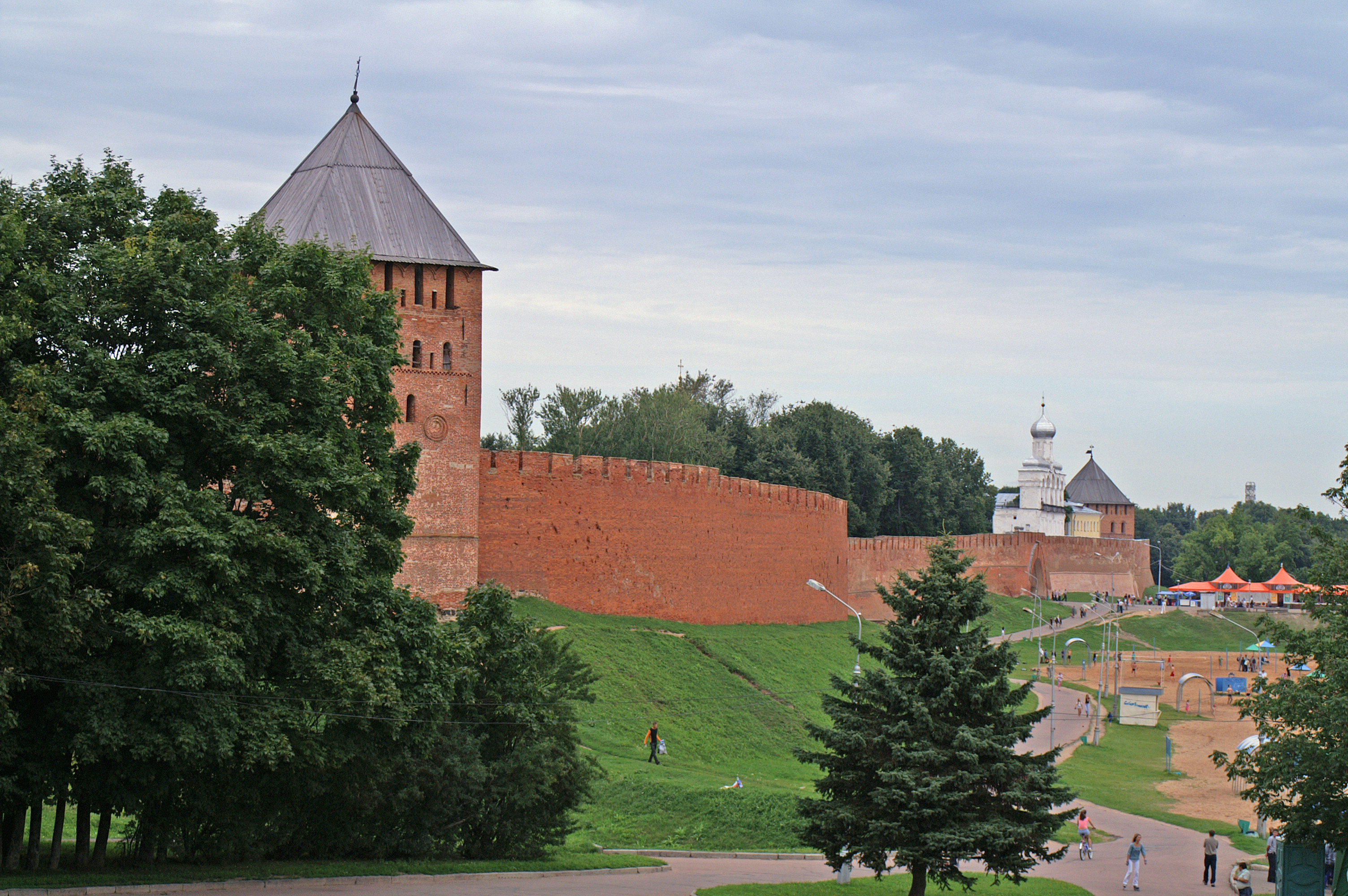
Kremlin de Nóvgorod

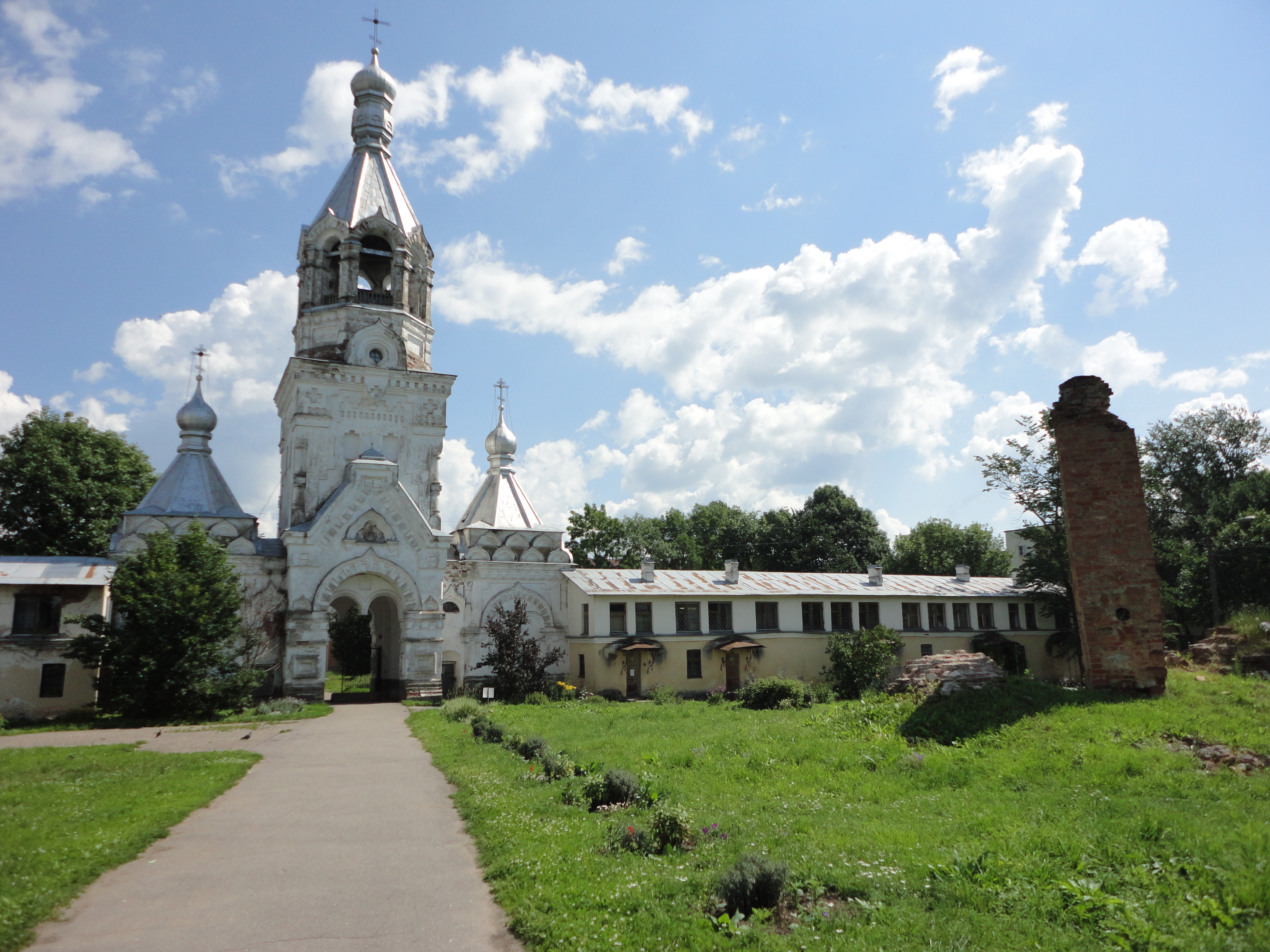
Monasterio de los Diezmos es uno de los ocho antiguos monasterios del viejo estado ruso, Novgorodian Rus'

El río Vóljov dividía a la república en dos mitades. El lado comercial de la ciudad, donde se encontraba el mercado principal, se encontraba a un lado del Vóljov. La Catedral de Santa Sofía y el antiguo kremlin se posaban del otro lado del río. La catedral y el kremlin se encontraban rodeadas por las murallas de la ciudad, dispuestas en forma de anillo, las cuales incluían un campanario. Novgorod estaba llena y rodeada por iglesias y monasterios. La ciudad se encontraba congestionada debido a su gran población de alrededor de 30.000 personas. Los ricos (familias boyardas, artesanos y mercaderes) vivían en grandes casas dentro de las murallas de la ciudad, mientras que los pobres llenaban cualquier espacio que pudieran encontrar. Las calles estaban pavimentadas con madera y las acompañaban un sistema de tuberías también hecho de madera, una invención Bizantina que pretendía evitar la propagación de incendios.
El estilo Bizantino (famoso por sus grandes domos) y el estilo Romanista europeo fueron las principales influencias arquitectónicas de Novgorod. Una gran cantidad de familias ricas llegaron comisionar la construcción de monasterios e iglesias dentro de la ciudad. Alrededor de 83 iglesias, casi todas echas de piedra, operaban durante este periodo. En la república existieron dos estilos prominentes de iglesias. El primero consistía en un ábside único con techo inclinado (lopastnyi). Este estilo era lo habitual dentro de Rusia durante la época. El segundo estilo, el estilo Novgorodiano, Constaba de tres ábsides y tenía techos con hastiales arqueados. Este segundo estilo fue el más relevante durante los primeros y últimos años de la república, cuando el estilo fue revitalizado como un acto de protesta contra el creciente poderío de Moscú. Dentro de las iglesias se encontraban iconos y grabados en madera. La primera de las "Iglesias volitivas de un día" se construyó en Novgorod en 1390 para enfrentar una pandemia, muchas otras fueron construidas a lo largo de la mitad del siglo XVI, como eran construidas en un solo día, estaban echas de madera además de ser simples en diseño y pequeñas en tamaño.

### Literatura y alfabetización
Las crónicas son la forma más temprana de literatura originada en Novgorod, siendo la más antigua La primera crónica de Novgorod. A partir de los siglos XIV y XV otros géneros aparecieron: diarios de viajes (como el reporte de los viajes de Steven de Novgorod a Constantinopla con motivos comerciales), leyendas locales sobre santos, guerras y victorias, los eventos de muchas bylinas - poemas épicos orales rusos tradicionales - ocurren en Novgorod. Sus protagonistas incluyen al aventurero Sadko y al temerario Vasily Buslayev.
Los historiadores creen que en la República de Novgorod tenía un nivel de alfabetización in usualmente alto para el periodo histórico. Los arqueólogos han encontrado más de mil textos de corteza de abedul, que datan desde el siglo XI al XV en pueblos del antiguo Rus de Kiev, aproximadamente 950 de ellos eran de Novgorod, se estima que alrededor de 20.000 textos similares aun se encuentran enterrados y muchos más se perdieron durante incendios.

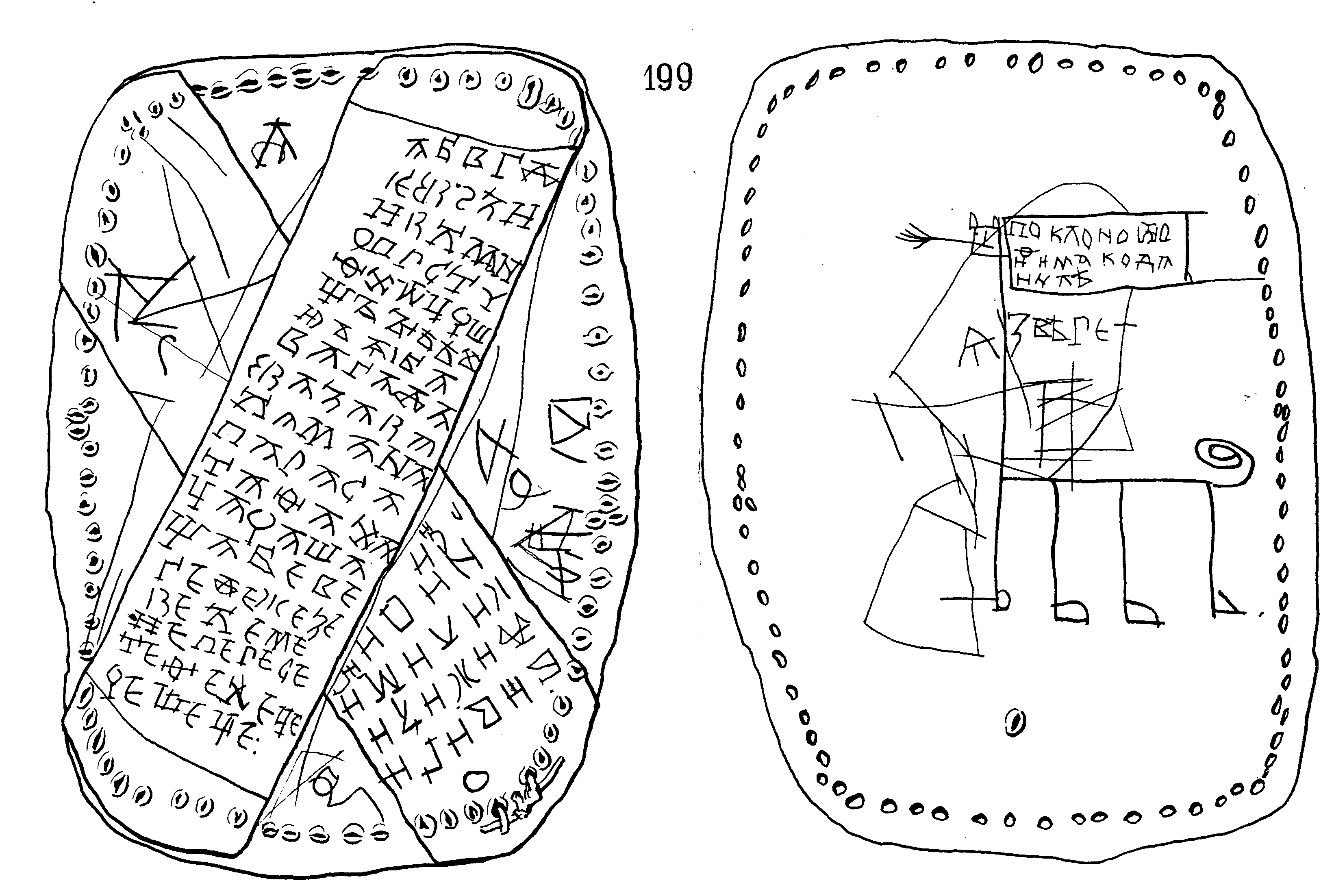
Tareas escolares de Onfim, un niño Novgorodiano de unos 6 años, y "Soy una bestia salvaje", c. 1260.

Los ciudadanos Novgorodianos de todas las clases sociales, desde boyardos hasta campesinos, artesanos y mercaderes, participaban en la escritura de estos textos. Incluso mujeres llegaron a escribir gran cantidad de manuscritos. Esta colección de textos de corteza de abedul consistía en documentos religiosos, escritos de los arzobispos de la ciudad, mensajes sobre negocios de todo tipo y diarios de viajes especialmente sobre peregrinaciones religiosas. Los Novgorodianos escribían en un estilo realista y profesional, además de los textos en cortezas de madera, también se encontraron en la ciudad los manuscritos Rusos sobrevivientes más antiguos: tres tablillas de cera con los salmos 57, 75 y 76, que datan del primer cuarto del siglo XI.